# Phaonia latifrontalis
Phaonia latifrontalis är en tvåvingeart som beskrevs av Willi Hennig 1963. Phaonia latifrontalis ingår i släktet Phaonia och familjen husflugor. Inga underarter finns listade i Catalogue of Life.